# Stara Novalja
Stara Novalja falu Horvátországban, Lika-Zengg megyében. Közigazgatásilag Novaljához tartozik.

## Fekvése
A Pag-sziget északnyugati részén Novaljától 5 km-re északra az azonos nevű hosszúkás csendes öböl keleti részén a parton több kilométer hosszan fekszik. Éghajlata enyhe, mediterrán. A tavasz csapadékos, a nyár száraz és meleg, a tél enyhe, ekkor gyakran a fúj hideg északnyugati szél a bóra.

## Története
Területe már az ókorban is lakott volt. Határában a Novaljai mező szélén ókori falak, egy ókori település maradványai, késő ókori temető és egy Szent Kereszt tiszteletére szentelt korai keresztény templom romjai találhatók. Itt volt a római Cissa városának egyik kikötője. A római város a legenda szerint a 4. században egy földrengésben pusztult el. A településtől 4 km-re délre Novalja közelében még látható a római vízvezeték, melynek vége a novaljai városi múzeum alatt található. A Római Birodalom bukása után a sziget bizánci fennhatóság alá került. Stara Novaljától 3 km-re északkeletre a kis Svetojanj-félszigeten egy magaslaton 6. századi bizánci erőd és egy templom maradványai láthatók. A horvátok a 7. század elején érkeztek a szigetre, mely a 8. és 9. század folyamán államuk része lett. A horvát nemzeti királyok idején Cissa a környező közösségek és nemesi családok birtokainak központjává fejlődött. A 11. században IV. Krešimir horvát király Novalját a sziget nyugati felével együtt a rabi püspökégnek adta. A 12–14. században heves harcok dúltak a Magyar Királyság és a Velencei Köztársaság között a dalmáciai városok és szigetek birtoklásáért. Pag szigetén Rab és Zára küzdött a terület birtoklásáért. 1203-ban a záraiak a földig rombolták a közeli Kissa várát. A Stara Novalja központjában álló Angyali Üdvözlet templom 1375-ben épült. A 15. század elején a dalmát városok és szigetek többsége négy évszázadra Velence uralma alá került. A 18. század végén Napóleon megszüntette a Velencei Köztársaságot. Pag szigete 1797 és 1805 között Habsburg uralom alá került, majd az egész Dalmáciával együtt a Francia Császárság része lett. 1815-ben a bécsi kongresszus újra Ausztriának adta, amely a Dalmát Királyság részeként Zárából igazgatta 1918-ig. A településnek 1880-ban 117, 1910-ben 204 lakosa volt. Ezt követően előbb a Szerb-Horvát-Szlovén Királyság, majd Jugoszlávia része lett. 2011-ben 286 lakosa volt. Lakói főként a turizmusból, juhtenyésztésből, halászatból és szőlőtermesztésből élnek.

## Lakosság
| Lakosság változása | Lakosság változása | Lakosság változása | Lakosság változása | Lakosság változása | Lakosság változása | Lakosság változása | Lakosság változása | Lakosság változása | Lakosság változása | Lakosság változása | Lakosság változása | Lakosság változása | Lakosság változása | Lakosság változása | Lakosság változása |
| ------------------ | ------------------ | ------------------ | ------------------ | ------------------ | ------------------ | ------------------ | ------------------ | ------------------ | ------------------ | ------------------ | ------------------ | ------------------ | ------------------ | ------------------ | ------------------ |
| 1857               | 1869               | 1880               | 1890               | 1900               | 1910               | 1921               | 1931               | 1948               | 1953               | 1961               | 1971               | 1981               | 1991               | 2001               | 2011               |
| 0                  | 0                  | 117                | 145                | 350                | 204                | 204                | 255                | 315                | 288                | 229                | 205                | 182                | 234                | 238                | 286                |

(1857-ben és 1869-ben lakosságát Novaljához számították.)

## Nevezetességei
- A Trinćeli Angyali Üdvözlet templomot 1375-ben építették, 1988-ban az elvetéléstől való védelem iránti hálából, fogadalomból újították fel. A településen még egy templom is van, amelyet Szent Péter apostol tiszteletére szenteltek.
- Egy stara novaljai származású búvár, Dražen Peranić volt az, aki 2004. tavaszán felfedezte Horvátország egyik legnagyobb víz alatti régészeti leletét, az i. e. 1. századból származó hajó maradványait és több száz amforát a Pag keleti oldalán található Mala Vlaška öbölben. A leletek a novaljai városi múzeumban láthatók.
- A településtől 4 km-re délre Novalja közelében még látható a római vízvezeték, melynek vége a novaljai városi múzeum alatt található.
- Stara Novaljától 3 km-re északkeletre a kis Svetojanj-félszigeten egy magaslaton 6. századi bizánci erőd és egy templom maradványai láthatók. Az erőd az Adriai-tenger ezen részének Justinianus általi visszahódítása után jöhetett létre, mint a bizánci tengeri erődrendszer fontos eleme. A Podvelebit-csatornán zajló hajóforgalmat ellenőrizte.[4]
- A Velebiti-csatorna bejáratánál fekvő Sv. Kristofor-foknál található a Szent Kristóf-templom. Egyhajós, északnyugat-délkeleti tájolású, szabálytalan négyszög alaprajzú épület, dongaboltozattal és félköríves apszissal. A 14. század második felében épült , első írásos említése 1376-ban történt. Az ún. pagi típusú templomok közé tartozik.[5]
- A Bok-hegy lábánál, a tengerparton található a „Kastel” nevű torony. Négyzetes alaprajzú építmény, melynek oldala 6 méter hosszú. Az épület földszintből és első emeletből áll. Az emeletet boltozata kőből és téglából készült, felső oldalán kőlapok védik. A tetején egy teljes körítőfallal körülvett terasz található. Eddig nem sikerült megállapítani az épület keltezését, bár feltételezhető, hogy a torony az ősi Novalja és Caska védelmi rendszerének része volt, amely az 1. és 5. század között működött. Többször is újjáépítették.[6]
- Itt a Pasko-Dinjiska völgy végében található a "Drljanda" nevű régi kompkikötő, ahol a víz mélysége eléri a 38 métert. Kisebb hajók és jachtok kikötésére alkalmas.
- A Stara Novaljai-öböl legnagyobb strandja az öböl déli végében található "Trinćel", ahol a strand teljes hosszában homokos part található. Ezen kívül még több kisebb strand is található itt. A csendes falu különösen alkalmas a családok és pihenni vágyók számára.
- Minden év június 29-én megrendezik a település fő közösségi eseményét a Szent Péter-Pál fesztivált.
- Nem maradhat ki a látnivalókból a titokzatos Pagi háromszög sem. Ez a neve annak a különleges egyenlő szárú háromszög alakú sziklalenyomatnak, amelyet 1999 májusában fedeztek fel a Velo Tusto Čelo hegyen. A háromszög alapjának hossza 22 méter, szárai 32 méter hosszúságúak. A hegy Pag városától északnyugatra helyezkedik el, nem messze Žigljen kompkikötőtől. Viszonylag könnyen el lehet ide jutni, mert Žigljen kikötőjénél, de más utak mentén is Novalja körül, útjelzések vannak kitéve, amelyek jelzik az irányt a hegy felé. Olyan nevezetesség, amely hívő emberek, az alternatív történelem kutatói és az ufológusok figyelmét is felkeltette. A geológiai kutatások alapján megállapították, hogy a Pagi háromszögben levő kő világosabb színű, mint a háromszögön kívül levő kő és hogy ultraibolya sugarak hatására piros színt ver vissza. A piros szín a bizonyítéka annak, hogy a háromszögben levő kő egykor hőhatáson ment keresztül. A feltevések szerint ez a megalit lenyomat 12000 évvel ezelőtt keletkezett.